# 落合佑介
落合 佑介（おちあい ゆうすけ、1987年3月11日 - ）は、日本の元俳優、元声優。埼玉県出身。

## 経歴
埼玉県立芸術総合高等学校卒業。
劇団養成所を経てテアトル・エコー放送映画部に所属。2019年3月31日をもって退所。
同年8月1日にオフィスPACに所属。2020年12月31日、自身のTwitterにて、オフィスPACを退所し、俳優、声優業から離れること（事実上の引退）を報告した。

## 出演

### テレビアニメ
- メタルファイト ベイブレード 爆（2010年、アニル）
- NARUTO -ナルト- 疾風伝（2011年、砂隠れの里の忍、操舵手、ガタロの配下、フロアスタッフ）
- トレインヒーロー（2013年、父）

### ゲーム
- 龍が如く OF THE END（2011年）

### 吹き替え

#### 映画
- オーケストラ!
- ジョナス・ブラザーズ 復活への旅
- スコット・ピルグリム VS. 邪悪な元カレ軍団（ニール）
- スター・ウォーズ/最後のジェダイ
- スペクトル（アレッシオ）
- セキュリティ（メイソン〈チャド・リンドバーグ〉）※Netflix版
- ソウル・サーファー（バイロン・ブランチャード）
- チーター・ガールズ
- デート & ナイト（マイク）
- TENET テネット（クラウス〈ジャック・カットモア＝スコット〉[7]）
- なんちゃって家族（ケニー・ロスモア）
- バーレスク
- パイレーツ・オブ・カリビアン/生命の泉（キャビンボーイ）
- ミュータント・タートルズ（メトロ男性）
- ライオン・キング（インパラ〈フィル・ラマール〉）

#### ドラマ
- アンダー・ザ・ドーム（ジョー・マカリスター）
- インポスターズ 美しき詐欺師たち（エズラ・ブルーム〈ロブ・ヒープス〉）
- エージェント・オブ・シールド（レオ・フィッツ捜査官）
- KING兄弟
- glee/グリー（アーティ、ナレーション）
- シェキラ!（グンター・ヘッセンヘファー）
- スターゲイト アトランティス
- 孫子兵法（高蕨）
- CHUCK/チャック（マヌーシュ）
- ドレイク&ジョシュ
- パスタ〜恋が出来るまで〜（ハン・サンシク）
- FRINGE/フリンジ
- ボストン・リーガル
- ライ・トゥ・ミー 嘘は真実を語る

#### アニメ
- オープン・シーズン3 森の仲間とゆかいなサーカス
- オリビア
- ガーディアンズ 伝説の勇者たち（ジャックフロスト）
- ジャングル・ブック
- すすめ!オクトノーツ
- ぞうのババール 〜バドゥのだいぼうけん〜（ターシュ）
- 塔の上のラプンツェル
- プレーンズ
- ボルト
- モアナと伝説の海（村人25）
- ラプンツェルのウェディング
- ルーニー・テューンズショー（通行人男性、マフィン売り）

### 舞台
- 家を出た
- なめとこ山の熊の胆
- 月の教室
- 空の耳
- 第三の証言
- 道遠からん
- 常陸坊海尊
- 海の一座
- 手錠の光
- LAST SONG 特攻の詩